# 国鉄レ12000形貨車
国鉄レ12000形貨車（こくてつレ12000がたかしゃ）は、1954年（昭和29年）から新製・改造で登場した日本国有鉄道（国鉄）の冷蔵車である。本項目では、レ12000形の前駆であるレ10000形についても説明する。

## レ10000形
第二次世界大戦後、1946年（昭和21年）から1949年（昭和24年）まで合計1,083両の冷蔵車が製造されたが、進駐軍による専用車としての接収と旧型の冷蔵車の廃車進行、生鮮食料品の輸送需要増大などがあり、なお冷蔵車は不足していた。このため全く新しい冷蔵車の構想が進められ、1950年（昭和25年）にレ10000形が登場することになった。
レ10000形は、全長8,200mm、全幅2,710mm、全高3,770mm、荷重12tで、天井氷槽式を採用している。
天井氷槽式を識別する記番号として記号は、「レオテ」と標記された。「オテ」とは、「大型」の「天井氷槽式」の意味である。この標記は、1953年（昭和28年）5月28日通報により大きさを表す「オ」が廃止され「レテ」と改正された。
断熱材は様々なものが用いられたが、戦後間もなくの時期の粗悪な代用断熱材とは異なり、それなりに考慮の払われた新型の断熱材であった。岩綿、アルセルボード、コルクなどが使われている。内部はステンレス製になり、また外板は国鉄新製冷蔵車として初めて鋼製となった（改造鋼製車はレサ1形の例がある）。走行装置は一段リンク式で、最高速度は65km/hである。
1953年（昭和28年）までに、日本鋼管、日本海船渠工業、若松車輛、愛知富士産業、飯野重工業、国鉄鷹取工場、浜松工場、日本車輌製造本店・支店、川崎車輛、日立製作所、富士重工業、新潟鐵工所、近畿車輛で合計543両（レ10000 - レ10542）が製作された。戦時設計車のトキ900形の台枠やブレーキ装置を再利用して改造（実質的には新製）された車両も73両（レ10100 - レ10172）存在している。

## レ12000形
1954年（昭和29年）からは、走行装置を二段リンク式に変更し、最高速度を75km/hに向上したレ12000形が登場した。車体は、レ10000形と全く同一である。
本形式は、1954年（昭和29年） - 1956年（昭和31年）に750両（レ12000 - レ12749）、1959年（昭和34年） - 1960年（昭和35年）に550両（レ13291 - レ13840）の1,300両が新製された。製造所は、日本車輌製造本支店、川崎車輛、日立製作所、近畿車輛、新潟鐵工所、新三菱重工業、飯野重工業である。
また、レ10000形として製造された車両も、1958年（昭和33年）、1959年（昭和34年）の両年に改造を受けて2段リンク化され、本形式に編入されている。レ10000 - レ10542を番号順にレ12750 - レ13290としているが、543両のレ10000形のうち、レ10340、レ10485の2両については、1954年9月26日の洞爺丸事故で海没しており改造されていない。この2両については車番は詰めて本形式への改番が行われている。本形式は、新製車、改造車合わせて1,841両を数え、これは国鉄冷蔵車の単一形式として最も多い車両数である。

### 整備改造工事
1961年（昭和36年）から本形式の整備改造工事が始まった。旧式の断熱材を使用していた車両を中心に、1962年（昭和37年）まではアルセルボード、1963年（昭和38年）以降はガラス綿といった新型断熱材への交換が進められた。
1966年（昭和41年）に鷹取工場で施工されたものの一部は、屋根上の氷投入口蓋や扉内部などに試験的にFRPが使用された。その後、1968年（昭和43年）から量産改造が実施されたが、そのうちの1両は屋根全体をFRPに交換した。これは自重の削減と保守の簡易化を狙ったものだが、コストの面から量産改造は見送られた。
本工事は、1970年（昭和45年）まで継続的に実施されたが、冷蔵車の需要減少もあり、約250両は整備改造を受けずに打ち切りとなった。

### 冷凍機取付試験
1963年（昭和38年）に、レ12959が大宮工場で改造されて、液体窒素冷却方式の実験車となっている。液体窒素のボンベを車端に設置し、配管を通じて気化した窒素を放出して冷却する仕組みである。実験では-20度を20時間維持する高い性能を見せたが、当時は冷凍魚は安価なドライアイスによる輸送が主流であり、結局試験だけに終わった。ただし、液体窒素冷却方式はその後UR5形冷蔵コンテナで実用化されている。
本形式は、国鉄の鮮魚輸送最盛時代に在籍していたため、高い保冷性能とあいまってよく利用された。1973年（昭和48年）から廃車が始まり、1979年（昭和54年）までにほぼ消滅した。書類上、最後の5両が廃車されたのは、1986年（昭和61年）である。